# Скворцова, Виолетта Максимовна
Виолетта Максимовна Скворцова (бел. Віялета Максімаўна Скварцова; род. 15 апреля 1998, Витебск) — белорусская легкоатлетка, победившая на юношеском чемпионате Европы в 2017 году в тройном прыжке.

## Биография
Виолетта Скворцова стала заниматься легкой атлетикой в возрасте 1 года в родном городе Витебске. Первый тренер спортсменки — Татьяна Сторожева, говорила, что Виолетта Скворцова сразу стала выделяться легкостью движений, ростом, и обладала большим потенциалом. А попробовать себя в прыжках согласилась сразу.
Интерес к занятиям спортом возник самостоятельно. Вначале были танцы, затем ушу, занятия в музыкальной школе по классу фортепиано. Когда Виолетта Скворцова училась в 6 классе, на урок в школу пришла тренер по легкой атлетике Татьяна Алексеевна Сторожева. Она предложила Виолетте Скворцовой начать заниматься спортом и стала ее первым тренером. В 10 классе Скворцова переехала в Минск, стала учиться в Республиканском училище олимпийского резерва.
Эти изменения произошли отчасти благодаря заслуженному тренеру Владимиру Владимировичу Раковичу. Однажды на детских соревнованиях он увидел юную спортсменку и понял, что перед ним — будущая чемпионка. Это было понятно даже потому, как Виолетта Скворцова готовила разбег, как спортсменка настраивалась, как бежала. Тренеру было понятно, что она настроена на результат и на победу. Владимир Ракович посоветовал тренеру Владимиру Шагуну отправиться в Витебск и попробовать уговорить спортсменку переехать в Минск и начать заниматься у Шагуна, также поговорить и с ее тренером Татьяной Сторожевой — чтобы та отпустила Виолетту Скворцову заниматься к другому тренеру и в другой город.
Ее новым тренером стал Владимир Владимирович Шагун. По его словам, Виолетта Скворцова до переезда в Минск планировала поступать в медицинский институт, но это бы не позволило полностью реализовать себя в спорте. В 2015 году в Колумбии спортсменка заняла четвертое место на чемпионате мира под его руководством. В 2016 году установила личное достижение в тройном прыжке — 13.15, в прыжках в длину — 6.27. Эти результаты занимали пятую позицию в топ-листе Европы. В своих интервью Виолетта Скворцова признает заслугу своего тренера с достижении таких результатов и говорит, что благодаря ему она смогла их достичь , потому что такие показатели — результат их общей работы.
Виолетта Скворцова занимается в Витебской областной СДЮШОР профсоюзов по легкой атлетике «Буревестник-73».
Летом 2017 года выиграла золотую медаль юниорского чемпионата Европы по легкой атлетике. Соревнования проходили в городе Гроссето, Италия. Во время церемонии награждения спортсменов вместо гимна Беларуси организаторы включили гимн Боснии и Герцеговины, из-за чего спортсменка ушла с пьедестала. Организаторами чемпионата была проведена повторная церемония награждения на следующий день. По состоянию на 22 мая 2019 года видеоролик, на котором видно как Виолетта Скворцова покидает пьедестал, собрал более 35 миллионов просмотров и более 62 тысяч комментариев. Свою победу Виолетта Скворцова посвятила маме и тренеру Владимиру Владимировичу Шагуну, по её словам, без него успеха она бы не достигла.
28 июля 2017 года спортсмен-инструктор национальной команды Республики Беларусь по легкой атлетике учреждения «Республиканский центр олимпийской подготовки по легкой атлетике» Виолетта Скворцова была награждена Грамотой Министерства спорта и туризма Республики Беларусь.
В 2019 году в составе команды (была запасной) стала серебряной призёркой Европейских игр, проходивших в Минске. На молодёжном чемпионате Европы стала третьей в тройном прыжке.